# Unión de Mujeres de África Occidental
La Unión de Mujeres de África Occidental (en francés: Union des femmes de l'ouest africain) es una  asociación de mujeres panafricanas creada el 23 de julio de 1959 que existió hasta 1960. 

## Antecedentes
En la reunión de la Federación Democrática Internacional de Mujeres en junio de 1958 las delegadas del grupo África (Argelia, Senegal, Sudán francés, Togo y Túnez) proponen crear una organización femenina panafricana para «sensibilizar a la opinión internacional de los sufrimientos de las mujeres en los países que luchan por su independencia» manteniendo estrechos lachos con la organización internacional de mujeres antifascistas las africanas tenían necesidad de ser autónomas de las europeas y construir sus propias organizaciones conectadas con la lucha anticolonial. La sindicalista y política Aoua Keita realizó una gira en la subregión con el fin de sensibilizar a los jefes de Estado africanos para la creación de una Unión de Mujeres de África Occidental (UFOA). La primera etapa consistió en organizar a las mujeres en estructuras nacionales en cada territorio y posteriormente la estructura a escala regional. De esta manera el 2 de noviembre de 1958 se creó la Unión de las Mujeres del Sudán (Sudán francés, actual Malí) presidida por Sira Diop.

## Historia
La Unión de Mujeres de África Occidental fue creada por iniciativa de Sira Diop, presidenta de la Unión de Mujeres de Sudán, con el apoyo de Aoua Keïta y otras activistas en un congreso de asociaciones de mujeres de varios países africanos que se celebró el 20 del 20 al 23 de julio de 1959 en Bamako . Los países representados fueron: Dahomey, Guinea, Alto Volta, Senegal y Sudán (ahora Malí). Cerca de veinte mujeres estuvieron presentes. La organización afirmó ser apolítica y su deseo de un trabajo común para mejorar la situación de las mujeres y la realización del programa en los países interesados. Después del congreso, la organización existió durante unos meses, pero las luchas nacionalistas, el establecimiento de partidos únicos y el amordazamiento por parte de estos partidos de asociaciones que no asumían la doxa establecida impidieron el avance del proyecto. Los miembros de la asociación continúan la lucha en sus respectivos países en lo posible pero se abandona el sueño panafricano. Sin embargo, parte de su programa fue asumido por Malí en 1962, cuando se redactó el Código de Matrimonio y Tutela.

## Programa
La Unión elaboró el programa con la intersección de las luchas por los derechos de las mujeres y las luchas anticoloniales. Se condenó abiertamente el abandono de hogares conyugales y los repudios. Pidió la institución del matrimonio civil y el consentimiento obligatorio de los cónyuges, así como la prohibición del matrimonio precoz y la poligamia. 
- defensa de los derechos de las mujeres: abolición de la poligamia, derecho de las esposas a heredar, constitución de un matrimonio civil, igualdad civil entre hombres y mujeres, etc.[3]
- protección infantil
- lucha por la paz
- lucha por la independencia
- Unidad africana
- acciones culturales y sociales[2]

## Desaparición
Tras el congreso de constitución, estas posiciones fueron consideradas «radicales» y ampliamente criticadas por los hombres del RDA, así como por otras mujeres. Las activistas de la Unión fueron acusadas de hacer demandas específicas de una élite «alfabetizada, burguesa y occidentalizada, y de desestabilizar las relaciones entre hombres y mujeres». En los meses siguientes, todas las organizaciones de mujeres de Malí se disolvieron a favor de su integración en el panorama político nacional. La Unión cesó sus actividades y desapareció.